# Испанцы
Испа́нцы (исп. Los españoles, лат. Bergistani) — романский народ, населяющий бо́льшую часть Пиренейского полуострова. Являются потомками иберо-римлян, включивших германский элемент (вестготы и свевы). Говорят на испанском (кастильском), каталанском/валенсийском, арагонском и астурийском языках. Численность испанцев в мире составляет более 47 млн чел. В самой Испании — около 42 млн чел. Остальные живут в странах Западной Европы, в Америке, Африке.
В XVIII—XIX веках в России слово «испанец» часто произносилось как «гишпанец».
Потомки испанцев также представлены среди сотен миллионов человек в испаноязычных нациях Латинской Америки, а также на Филиппинах.
В 1983 году все 17 исторических регионов страны получили автономию и теперь имеют собственные правительство и парламент. Это — Каталония, Страна Басков, Галисия, Андалусия, Валенсия, Эстремадура, Канарские острова, Балеарские острова, Кастилия-Леон, Кастилия-Ла-Манча, Астурия, Наварра, Мурсия, Риоха, Арагон, Кантабрия и Мадрид.

## История названия

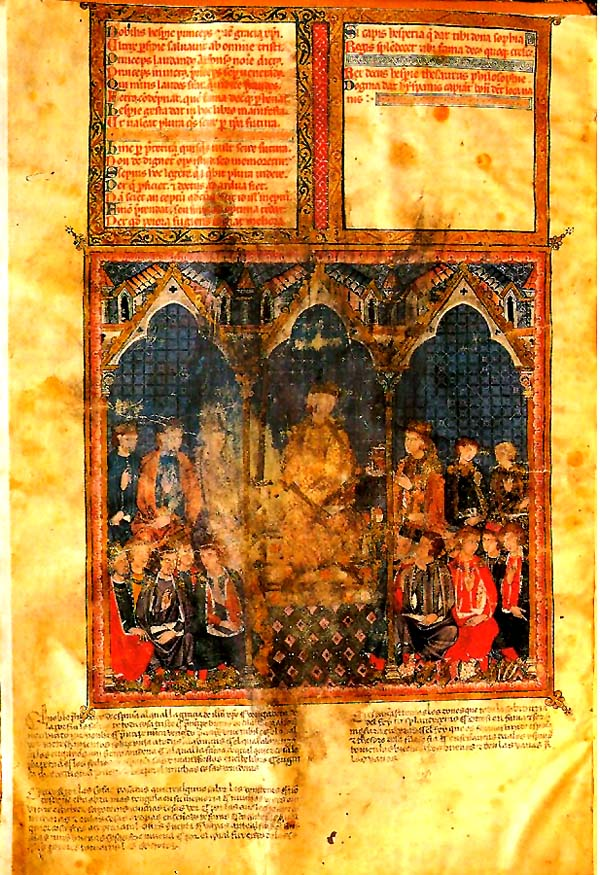
Страница рукописи Estoria de España (Альфонсо X Мудрый), на которой приведено слово hyspanis

В латинском эпиграфе к первой испанской хронике «Estoria de Espanna» (1282 или 1284), подготовленной королём Альфонсо X, королевские подданные названы «хиспанис», а в испанском варианте — «испанос»:

Rex, decus Hesperie, tesaurus philosophie,
Dogma dat hyspanis; capiant bona, dent loca uanis.
Оригинальный текст (исп.)El Rey, que es fermosura de Espanna et tesoro de la filosofia, ensannança da a los yspanos; tomen las buenas los buenos, et den las vanas a los vanos.
— Primera Crónica General. Estoria de España. Tomo I. — Madrid, Bailly-Bailliere e hijos, 1906, стр. 2
В этой же книге говорится о мифическом предке, племяннике Геракла, по имени Эспан (лат. Espan).

## Язык

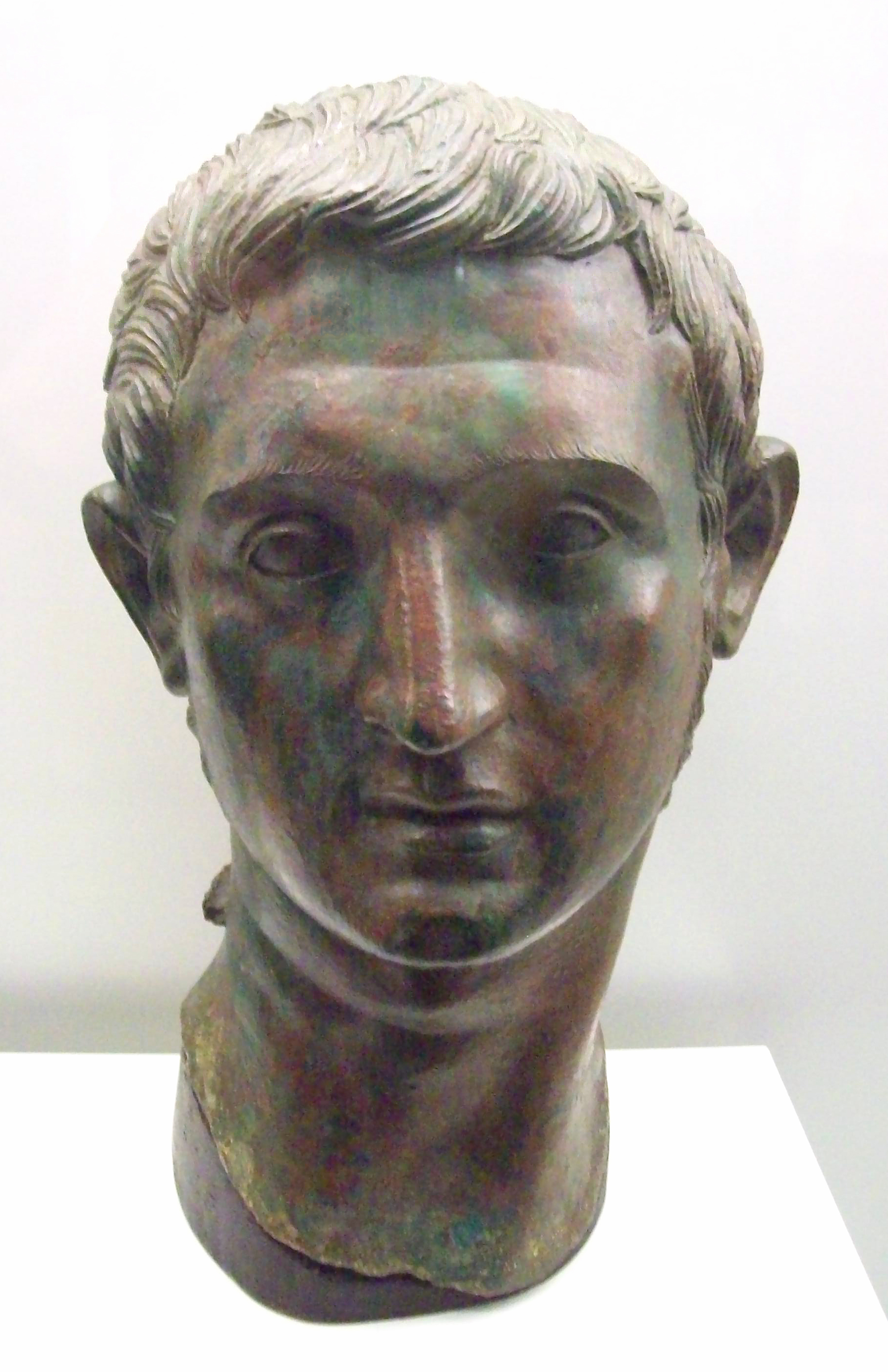
Молодой испано-римский дворянин из I века до н. э.

Испанский язык относится к романской группе индоевропейской языковой семьи. Его источник — народная латынь. Наиболее близок португальскому, галисийскому и каталанскому. Собственно, два последних — промежуточные звенья, галисийский — между испанским и португальским, каталанский — между испанским и французским. Чуть меньшее, но довольно большое сходство, он имеет с итальянским.
Часто к испанским диалектам ошибочно относят астурийский язык (бабле) — переходный между северными диалектами собственно испанского языка и галисийским, а также арагоно-наваррский, имеющий большое сходство с гасконским языком на юго-западе Франции. Все указанные языки — испанский, каталанский, галисийский, астурийский и арагоно-наваррский, — образовались самостоятельно и независимо друг от друга на базе иберийской народной латыни.
Наряду с китайским, английским, французским, немецким, русским, арабским, португальским испанский язык относится к международным языкам. Является государственным языком в большинстве стран Латинской Америки (за исключением Французской Гвианы, Гайаны, Суринама, Бразилии и ряда Антильских островов), а также в Экваториальной Гвинее. Распространён в качестве регионального языка на Филиппинах, на юго-западе США, в Западной Сахаре. 23 страны, где испанский имеет статус государственного, официального или регионального образуют многонациональное сообщество — Испанидад.
Иногда его называют кастильским, так как литературный испанский сложился на основе кастильского диалекта. В настоящее время в Испании есть и другие диалекты: арагонский, андалузский, эстремадурский, старо-кастильский, леонский и др. Письменность — на основе латиницы.
Предшественник испанского языка — староиспанский — утвердился в период, когда испанцы отвоёвывали у арабов Толедо (1085), Кордову (1236) и Севилью (1248). Он развивался под влиянием французского и окситанского языков труверов Франции и трубадуров Прованса. Теперь он сохраняется в несколько изменённом виде у потомков испанских евреев — сефардов, позже вынужденно переселившихся на Балканы, под названием ладино.
В эпоху Великих географических открытий и Испанской колониальной империи с распространением рабства и трансатлантическая работорговли большое распространение получили контактные (креольские) языки на испанской основе — чабакано, паленкеро, аннобонский язык и папьяменто. Все они, за исключением папьяменто, в настоящее время находятся на грани исчезновения и не имеют официального статуса. Папьяменто имеет очень разнообразную лексическую базу (португальский, нидерландский, английский, африканские, индейские языки), но всё больше тяготеет к современному испанскому языку Венесуэлы. Папьяменто получил полный набор официальных языковых функций на островах Аруба, Бонайре и Кюрасао[7 марта 2007 года.

## Этногенез

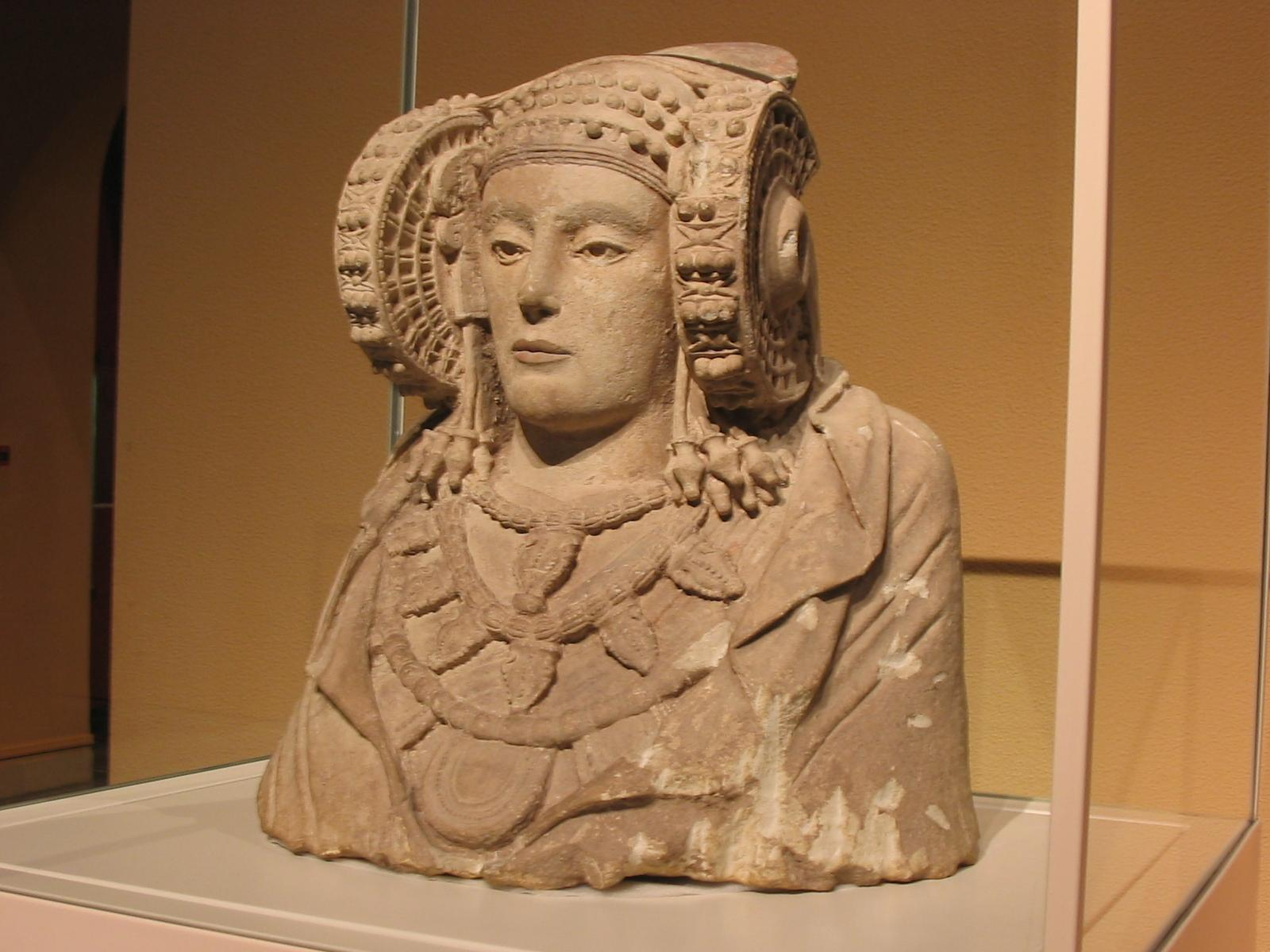
Скульптура «Дама из Эльче», сделанная иберами (IV век до н. э.)

Первоначально территория Испании была заселена иберами, которые позже смешались с кельтами. Возникла новая общность — кельтиберы. Страна называлась Иберия. Кроме этого, здесь жили народы другого происхождения. С завоеванием римлянами Испании кельтиберы были ими ассимилированы, став постепенно иберо-римлянами. В начале 1 тысячелетия в V веке сюда вторгаются племена германцев. Страной правят вестготские короли. В VIII веке с юга почти весь полуостров захватывают арабы и берберы. Устанавливается власть арабских династий. С этого момента небольшие готские королевства, Астурия, Леон, Арагон, Наварра, начинают борьбу с арабами, закончившуюся в XV веке при короле Фердинанде Арагонском и королеве Изабелле Кастильской. Началось объединение страны и нации. В конце XV века началась эпоха Великих географических открытий, в которых Испания сыграла ведущую роль, наряду со своими конкурентами, Португалией и Англией, подобно которым она обладала огромными колониями. Благодаря испанцам появились новые народы в странах Латинской Америки, на Филиппинах, возникшие от смешения испанцев и местных жителей. В отличие от англичан, которые обычно не женились на местных женщинах, испанцы легко вступали в смешанные браки.
Основной антропологический тип испанцев, как и у их предков со времён неолита, — средиземноморский. У них длинные лица, длинные, прямые или горбатые носы, преобладают тёмно-каштановые волосы и весьма тёмная кожа, но встречаются и светлые.

## Хозяйство

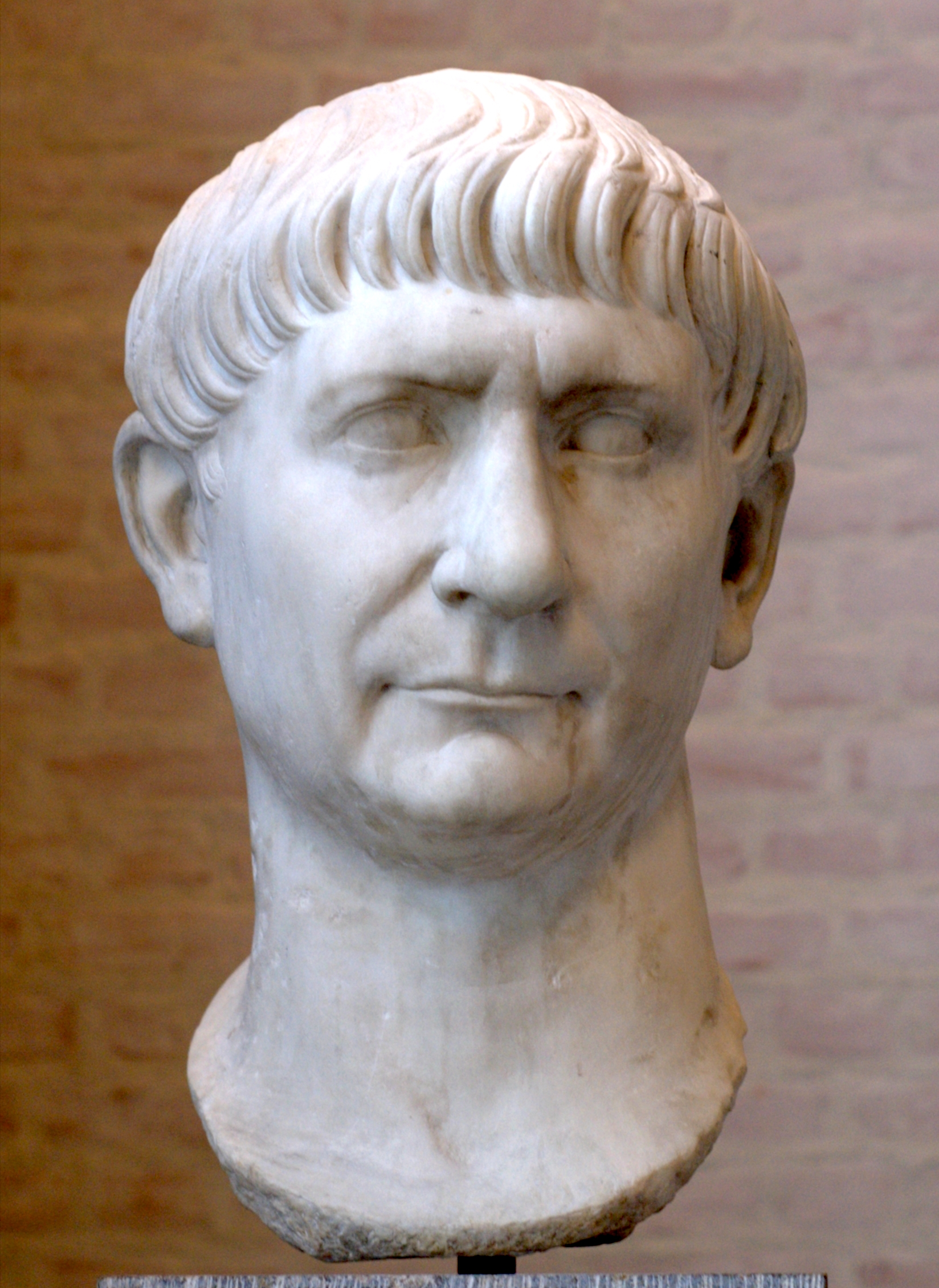
Мраморный бюст римского императора Траяна, родившегося в Римской Испании (в Италике, недалеко от современной Севильи)

Испанская и Португальская империи в 1790 году

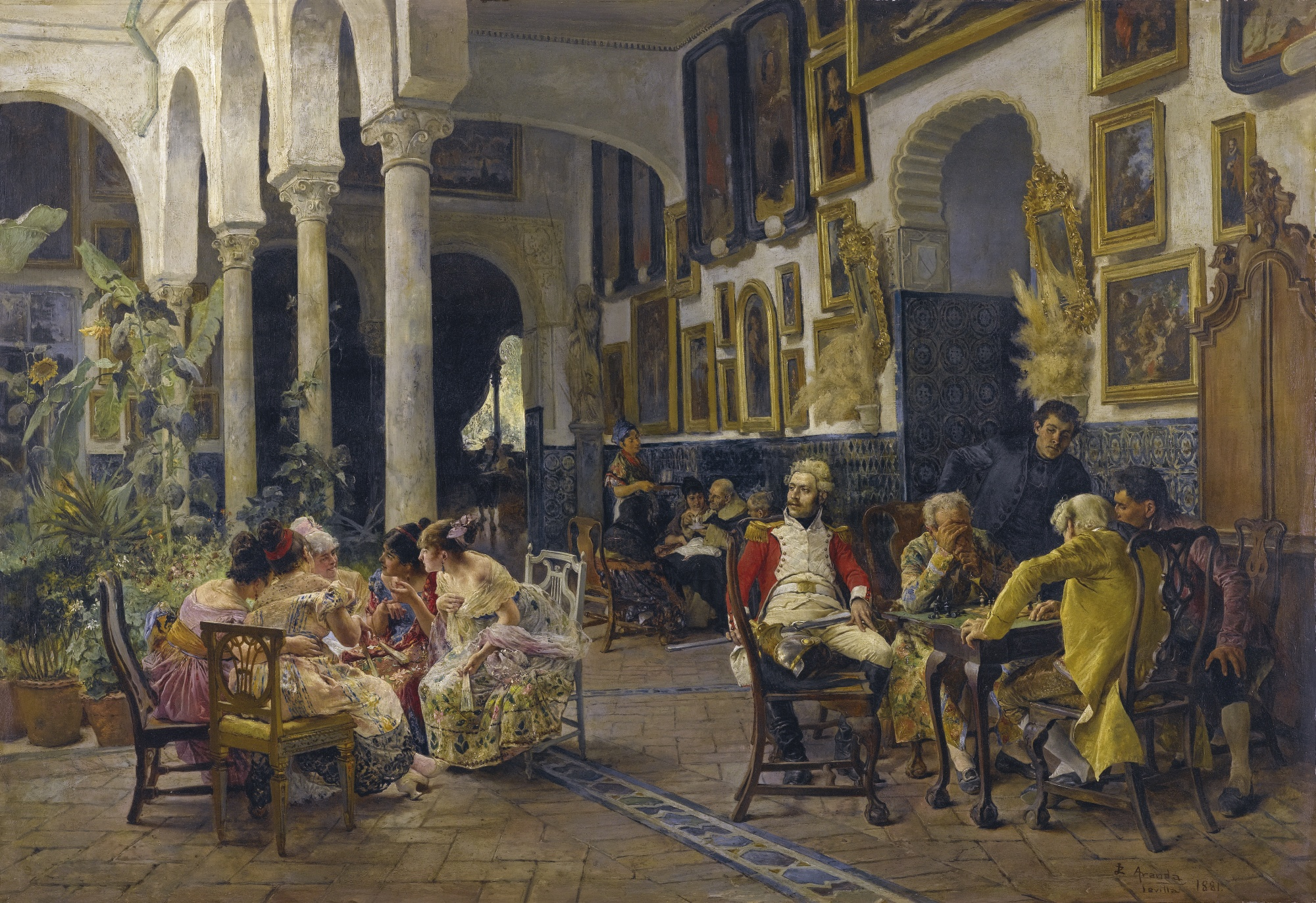
Разговор в севильском дворе, XIX век, автор Хосе Хименес Аранда

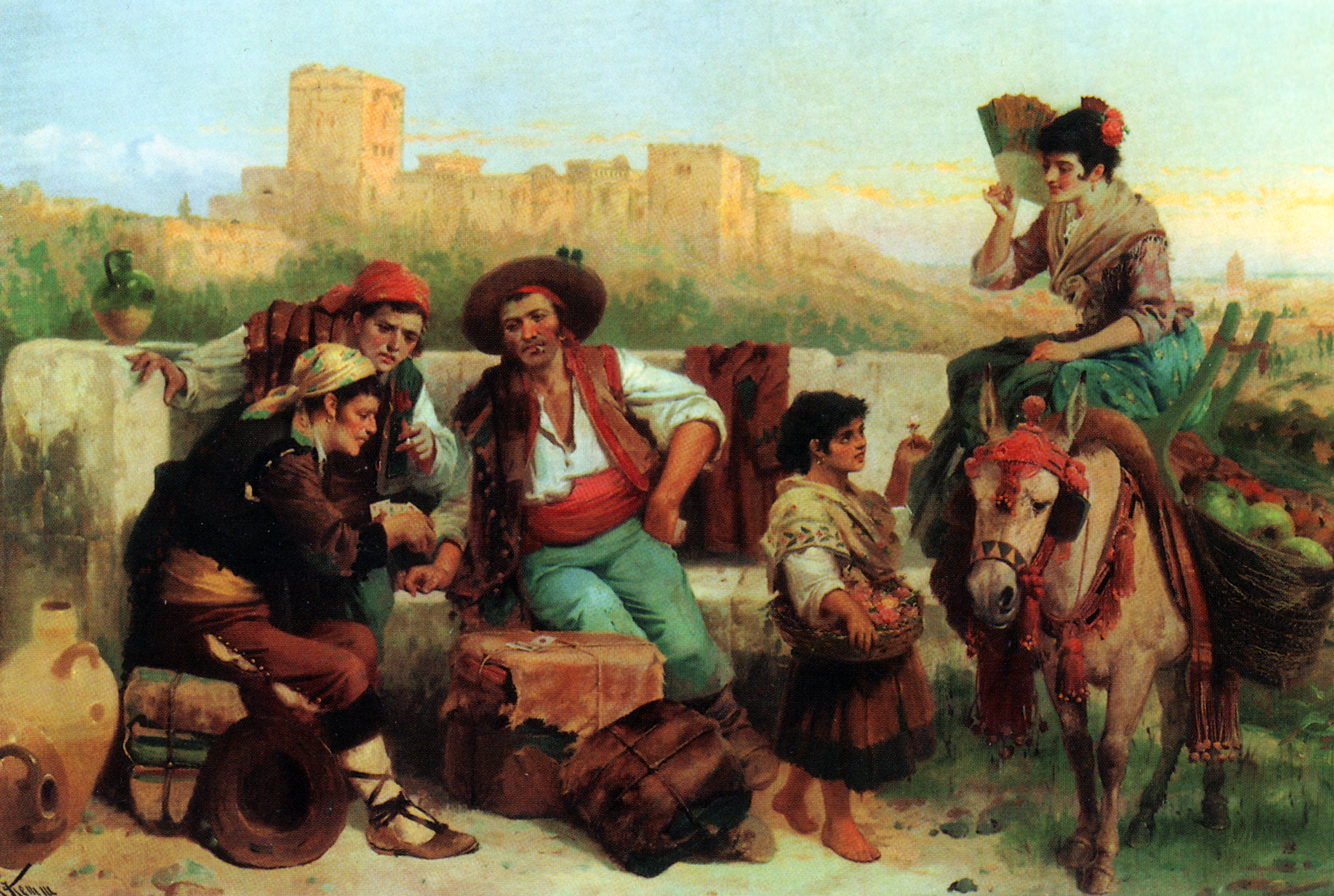
Цыгане Гранады

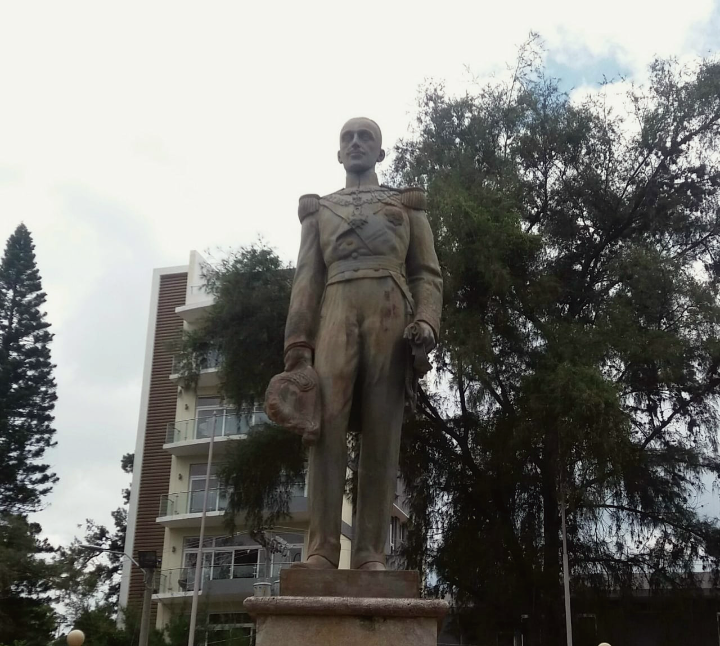
Статуя испанского короля Альфонсо XIII в Тегусигальпе. Построена испанской общиной Гондураса.

Народные языки Испании (упрощённо):
Испанский — официальный; говорят по всей стране
Каталанский — соофициальный
Баскский — соофициальный
Галисийский — соофициальный
Окситанский (аранский) — соофициальный
Астурлеонский — признанный, но не официальный
Арагонский — признанный, но не официальный

Распространение испанцев и их потомков по миру:
Испания
+ 100,000
+ 10,000
+ 1,000

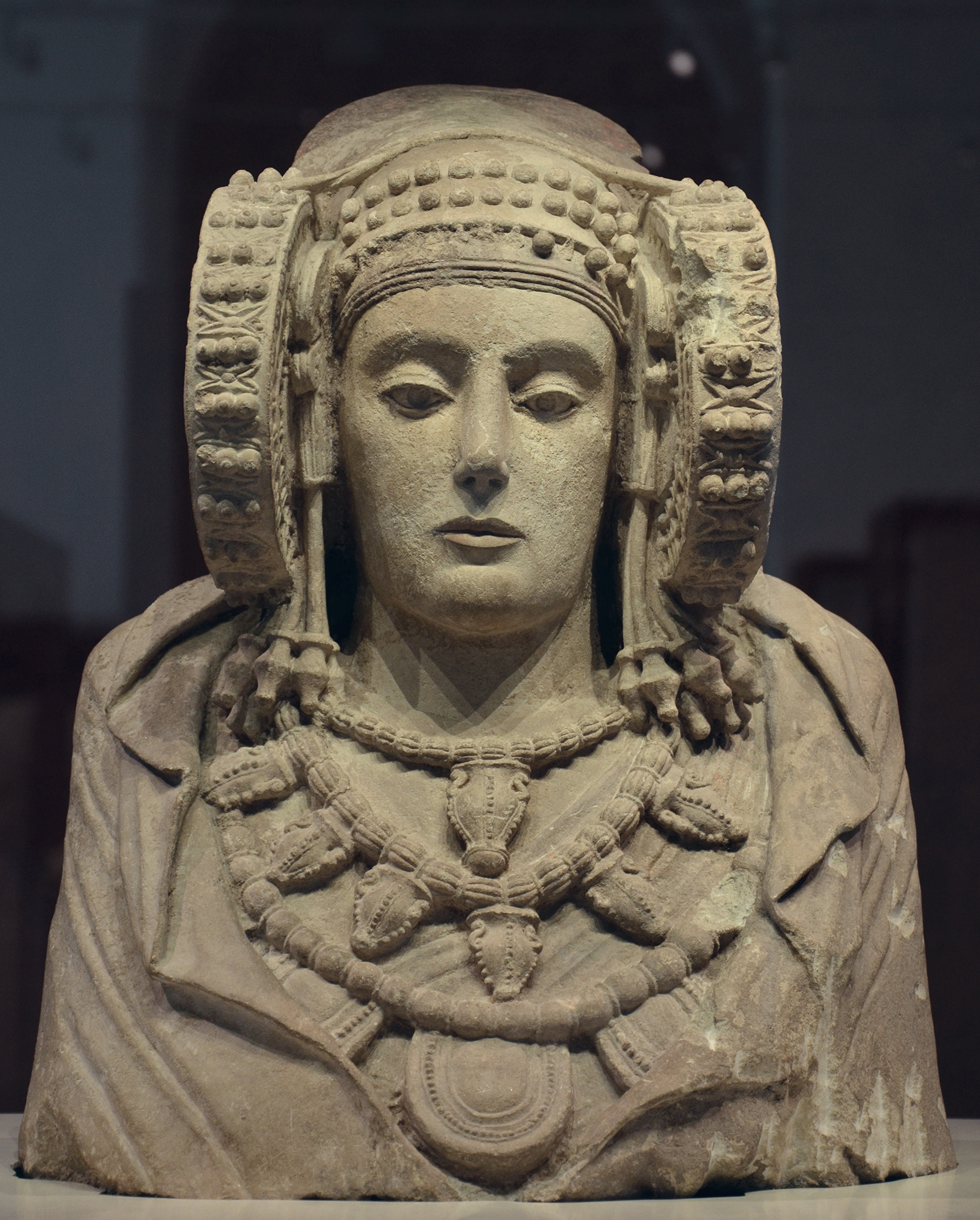
Дама из Эльче, часть иберийской скульптуры IV века до н. э.

Занятия населения различается в зависимости от региона или этнической группы. Повсеместно распространено пашенное и поливное земледелие. Бобовые, оливы, виноград выращивают повсеместно, зерновые — в Андалусии, Арагоне и на Месете (означает «плоскогорье»), кукурузу, рожь и картофель — в северных районах, а цитрусовые — на восточном побережье. Скотоводство и морское рыболовство распространено в Каталонии, Астурии, Стране басков, в Мадриде также развито скотоводство. Разводят крупный рогатый скот, свиней, овец. Отдельные группы имеют свои традиционные занятия. Это — пасьегос Кантабрии, марагатос Леона, вакейрос Астурии, они — пастухи, обменивают свою продукцию на хлеб, овощи, ремесленные изделия.
Испания — страна с довольно высоким уровнем экономического развития. В истории она пережила период упадка, когда из многочисленных колоний суда доставляли в метрополию золото и ценные продукты. Развитие экономики в самой Испании из-за этого приостановилось, но после распада колониальной державы, в XX в., экономика постепенно была восстановлена.
Важнейшие отрасли — горнодобывающая, чёрная металлургия, машиностроение, электротехническая, химическая, и старейшая отрасль, текстильная. Значительную роль в экономике играет туризм.
В сельском хозяйстве сохраняются феодальные пережитки. Среди хозяйств преобладают крупные латифундии.
Миллионы крестьян разоряются и бегут в города. Большая часть населения теперь занята в промышленности и сфере услуг.
Большую роль в стране играет виноделие. Наиболее знаменитые вина — херес (производится в комарке Кампинья-де-Херес), ма́лага (город Малага), портвейн и мадера (вина португальского происхождения). В средиземноморских странах употребляются сухие, слабые вина, обычно во время обеда, в умеренных количествах.
Традиционные ремесла испанцев и прикладное искусство представлены керамикой, резьбой по дереву, художественной вышивкой, плетением, ткачеством.
Поселения — разных типов. Есть большие селения, однодворные хутора (исп. caseria), много типичных средневековых городов, небольших, с богатыми историческими традициями и памятниками. Наиболее крупные, многофункциональные города — Мадрид (столица), Барселона, Валенсия. Много портов. Селения в горных районах напоминают кавказские, — многоярусные, с тесной застройкой, дома в основном белого цвета. В древности испанцы использовали пещеры или полупещеры (пещерные и полупещерные поселения дольше всех сохранялись в Андалусии, в них в том числе жили и цыгане), строили полуземлянки, круглые или овальные в плане. Характерно расположение деревень вокруг города, являющегося административным центром с церковью и рыночной площадью в центре и с радиально расходящимися улицами.
На северо-западе распространён пальясо, дом круглой или овальной формы из неотёсанного камня, крытый соломой. На севере (влажная часть страны) — баскско-наваррский или астуро-галисийский тип дома, каменный. Он имеет 2 этажа, спальню, столовую, кухню на верхнем этаже, хозяйственные помещения и стойла — на нижнем. В Центральной Испании преобладают «каса де барро» — дома из сырцового кирпича или глинобитные на каменном фундаменте, с двух- или четырёхскатной черепичной крышей, иногда с каркасным верхним этажом. В маленьких городах-вильях, верхний этаж, часто с балконом, выступал над нижним, опираясь на навесы, и таким образом образовывал навес перед входом (сопорталь). Южнее, в сухой части, дома одноэтажные, помещения для скота и хозяйственные постройки — отдельно. Многие районы бедны и лесом, и камнем, и здесь используют глину и сырцовый кирпич. Есть маленькие домики с плоской крышей. В Андалусии распространены одно- и двухэтажные дома с замкнутым внутренним двориком (патио). В Валенсии строили одноэтажные сырцовые или глинобитные, белёные дома-барраки с крутой, низко опускающейся тростниковой крышей.
Одежда мужчин — узкие короткие штаны до колен (такие носили в Европе в XVIII веке), белая рубаха, жилеты, куртки, пояса, накидки, плащи, пледы. Короткая куртка испанца обычно украшена спереди и сзади вычурной вышивкой. Обувь — кожаная или плетёная из эспарто (испанский дрок), на севере в дождь носят деревянные башмаки. Головные уборы — фетровые соломенные шляпы, баскский берет. Шляпа, в отличие от итальянской, широкополой (калабреза), имеет короткие поля и невысокую тулью. Одежда женщин — в центре страны — рубаха на лямках, короткая шерстяная куртка, в Андалусии — длинное узкое платье. На голове — платки, накидки, чёрная или белая кружевная мантилья. Чулки — с вышивкой. Как украшение — гребень или цветы в волосах. Типичное испанское платье — узкое в талию с широкой юбкой с многочисленными оборками. Народный костюм сохранялся до конца XX века.
Кухня разнообразна. Общее — обильное употребление свиного сала, оливок, острых приправ из томата, лука, чеснока, красного перца, овощей и фруктов. В Андалусии много блюд из рыбы, на юго-востоке — из риса. Напитки — кофе, молоко, цитрусовые соки, вино, яблочный сидр.
Типичное блюдо — паэлья. Она готовится из риса с бульоном, курицы, телятины, свинины, рыбы, и заправляется шпиком, луком, перцем, солью, зеленью, соком лимона, растительным маслом.
Так же сложно готовится олья подрида, из говядины, телятины, свинины, шпика, колбас, зелёного горошка, картофеля, моркови, капусты, заправляется луком, чесноком, сельдереем, лавровым листом, перцем, солью, петрушкой, тёртым сыром и помидорами. Тортилья — прожаренный омлет с картофелем и овощами.

## Католические традиции
Каждый город имеет своего покровителя, день которого празднуется. Праздники устраивают эрмандады (братства), на юге — более пышно, на севере — скромнее. Весенние карнавалы, ярмарки, театрализованные представления присущи для конкретных местностей.

## Культура
Устная испанская культура сохраняет яркую локальную специфику, но обладает и рядом общих черт. В устном творчестве бытовали предания, рассказы-былички о гномах-дуэнде, снежных карликах («бланко ньевес»), феях, морских сиренах и т. п. мифических существах; романсы, народные жанры песни и поэзии — летрильи, сегидильи, серенады, вильянсико, а также колыбельные, трудовые и религиозные песни. Типичный испанский жанр поэзии — копла (четырёхстишие). В испанской народной музыке широко используются мелодическая орнаментика, трёхдольный метр (при общем ритмическом разнообразии, вплоть до полиметрии), доминантный лад, также называемый испанским. Главными музыкальными инструментами в испанской народной музыке являются гитара, кастаньеты, бубен (пандеро, пандерета), также распространены барабан (тамборил), различные флейты, гобой (дульсайна) и другие инструменты. В Андалусии, чья культура наиболее сильно подверглась арабскому и цыганскому влиянию, развился своеобразный жанр пения и танца, фламенко. Более ранним андалузским танцем является канте-хондо. Танец — выстукивание ритма ногами, носком, пяткой, стопой, по-испански — сапатеадо (от слова сапато — ботинок). Подобное встречается не везде, это только шотландский, ирландский и американский степ (чечётка). Танцы в основном групповые, с прыжками, перебежками. Наиболее известные испанские танцы — пасодобль, фанданго, сарабанда и павана (старинные).
Наиболее древние литературные произведения в Испании — рыцарские романы, как и в странах северной Европы. Но у испанской литературы есть и свои «жемчужины». Это — «Песнь о моём Сиде» и «Амадис Гальский», действие которых происходит в Испании и герои которых — испанцы. Литература Испании в эпоху Возрождения развивалась в сложной политической обстановке. Испанский Ренессанс отстаёт от итальянского, французского, но зато именно в этот период появляются писатели, чьи имена известны всему миру — Лопе де Вега, драматург, и Мигель де Сервантес Сааведра, автор романа «Хитроумный идальго Дон Кихот Ламанчский». Именно в Испании появился жанр плутовского романа. Первым литературным произведением в этом жанре была повесть «Ласарильо с Тормеса», изданная анонимно в 1554 году, а первым автором этого жанра считается Матео Алеман, написавший роман «Гусман де Альфараче». Широко известен пример этого жанра — «Хромой бес» Луиса Велеса де Гевары. Ни в одной другой стране этот жанр не был развит. Во Франции плутовскому роману подражал Ален-Рене Лесаж («Похождения Жиль Бласа из Сантильяны»). В XIX веке развивается жанр костумбризма, то есть описание быта.
В архитектуре Испании представлены те же черты, что и в других странах, но её архитектура имеет отличительные черты. Одной из её особенностей является влияние мусульманской архитектуры (особенно на юге страны). Испанская готика почти не отличается от общеевропейской (здесь она именуется «мудехар»), но Ренессанс уже своеобразен, и носит своё наименование, — платереско (исп. platero — ювелирный, от исп. plata — серебро). Стиль барокко имеет здесь собственное название — чурригереско (по имени архитектора Хосе Чурригеры). Наиболее знаменитые памятники: собор в Бургосе, здание университета в Вальядолиде, собор Сантьяго-де-Компостела. Затем в Испании развиваются все остальные стили, характерные для всей Европы. Именно для Испании характерно творчество архитектора Антонио Гауди, специалисты оценивают его, как модерн. Он — каталонец, и творчество его представлено в Барселоне. Кроме многих домов в оригинальном стиле, ему принадлежит создание собора «Саграда фамилиа» (Святое семейство), который стал в последнее время символом Испании (подобно Эйфелевой башне в Париже). Прежде символом Испании были фигуры Дон Кихота и Санчо Пансы. Испанская культура оказывала влияние на культуру других стран. Француз Жорж Бизе написал оперу «Кармен», итальянец Джоаккино Россини оперу «Севильский цирюльник», a австриец Людвиг Минкус музыку к балету «Дон Кихот». Многие русские писатели и поэты касались испанской тематики как, например, Александр Пушкин в «Каменном госте».

## Испанские имена и фамилии
Мужские имена:
Агустин, Альберто, Альфонсо, Альфредо, Арсенио, Алонсо, Алехандро, Амбросио, Андрес, Антон, Антонио, Аугусто, Бартоломе, Гонзало, Карлос, Сесар, Серхио, Клементе, Диего, Доминго, Эдуардо, Эмилиано, Энрике, Эстебан, Федерико, Фелипе, Феликс, Фернандо, Франсеск, Франсиско, Гонсало, Гильермо, Густаво, Эрнандо, Уго, Умберто, Игнасио, Иньиго, Кристобаль, Хесус, Хоакин, Хорхе, Хосе (Хосеф, Хусепе), Хуан, Хулиан, Хулио, Леон, Луис, Мануэль, Марко, Мигель, Николас, Октавио, Пабло, Педро, Пио, Рафаэль, Рамон, Рауль, Ренато, Рикардо, Роберто, Родриго, Сальвадор, Санчо, Томас, Висенте, Виктор, Хавьер.
Женские имена: Алисия, Альба, Амалия, Ана, Анхе́лика, А́нхелес, Аурора, Бланка, Ка́рмен, Конча, Дельмира, Доло́рес, Габриела, Инес, Исабель, Химена, Хосефина, Хулия, Ла́ура, Ленида, Лусия, Маргарита, Мария, Мерсе́дес, Монсеррат, Нерея, Па́ула, Патрисия, Пилар, Соледад, Сусана, Тереса, Элена, Элиса, Эстефания.
Фамилии образуются от имени прибавлением суффикса -эс. Рамиро — Рами́рес, Родриго — Родри́гес, и т. д.